# 阿黛爾·阿赫塔爾
阿黛爾·阿赫塔爾（英語：Adeel Akhtar；1980年9月18日—）是一名英國演員。2017年，他因在《我的父親被謀殺》中扮演的角色而獲得了英國電視學院獎最佳男主角獎。他還曾獲提名烏托邦最佳男配角。

## 早期生活
阿赫塔爾出生於倫敦，父親是巴基斯坦人，母親是肯尼亞人。1991年至1994年，他在卓特咸學院初中就讀，1994年至1999年，他搬到了紐克大廈的切爾滕納姆學院。他最初獲得了法學學位，但決定跟隨他的興趣，轉向表演、訓練。之後便讀佩斯大學演員工作室戲劇學校，之後轉讀新學院，學校在紐約。

## 外部連結
- Adeel Akhtar在互联网电影资料库（IMDb）上的資料（英文）
- Adeel Akhtar （页面存档备份，存于） on Stages of Half Moon （页面存档备份，存于）